# Pitot-statikus rendszer
A Pitot-statikus rendszer egy nyomásérzékeny műszerekből álló rendszer, amelyet a leggyakrabban a légi közlekedésben használnak, a légijárművek sebességének, Mach-számának magasságának meghatározására. Általában egy Pitot-csőből, statikus portokból, és a Pitot-statikus műszerekből áll. Hozzá csatlakoztathatnak még különböző repülési adatrögzítő műszereket. A Pitot-statikus rendszerek hibái veszélyesek a repülésre, több légikatasztrófa is kapcsolódik hozzá.

## Pitot-statikus nyomás
A Pitot-statikus rendszer műszerei a légnyomásgradiens-tétel alapján működnek. Nyomást vagy nyomáskülönbséget mér, ezáltal határozva meg a sebességet és a magasságot. A statikus nyomást minden mérésnél felhasználja, a Pitot-nyomást csak a sebesség meghatározásánál.

#### Pitot-nyomás
A Pitot-nyomást a Pitot-csővel mérik. Ez a mért nyomásérték ideális esetben megegyezik a teljes nyomással. A Pitot-cső leggyakrabban a szárnyon vagy a repülőgép elején helyezkedik el, menetiránynak megfelelően, így a Pitot-nyomás mérése pontosabb, nincs kitéve a repülőgép struktúrájából eredő hibáknak. Ha nő a sebesség, nő a Pitot-nyomás, amiből a sebességmérő számolja a repülési sebességet.

#### Statikus nyomás
A statikus nyomást statikus portokon keresztül mérik. A statikus portok általában lyukszerűek a repülőgép törzsén, ahol a legpontosabb értéket tudják mérni. Vannak légijárművek amiken csak egy van, és van ahol több. Az utóbbi esetben általában a légijármű mindkét oldalára helyeznek el portokat, hogy átlagnyomást tudjanak mérni, ezáltal pontosabb adatokat szolgáltatva bizonyos repülési helyzetekben. Másodlagos port lehet még elhelyezve a pilótafülkében, arra az esetre, ha külső érzékelők elzáródnának. A Pitot-statikus csőben, a Pitot-cső és a statikus portok együtt találhatóak meg. Ha a repülőgép emelkedik a statikus nyomás csökken.

## Pitot-statikus műszerek
A Pitot-statikus rendszer által mért nyomásokat a Pitot-statikus műszerek értelmezik. Modern repülőgépekben már számítógépek segítségével végzik el a repülési sebesség, emelkedési sebesség, magasság számításokat.

#### Sebességmérő
A sebességmérő a Pitot-csőhöz és a statikus portokhoz is csatlakoztatva van. A két nyomás közti különbséget nevezzük dinamikus nyomásnak. Minél nagyobb a dinamikus nyomás, annál nagyobb a repülési sebesség. A hagyományos mechanikus sebességmérőben a Pitot-csövön keresztül egy membránba érkezik a teljes nyomás. A membrán egy zárt tokban van, amiben a portokon keresztül statikus nyomás uralkodik. Minél nagyobb a teljes nyomás, a membrán annál nagyobb lesz, a műszer pedig ez alapján jelzi a megnövekedett sebességet.

#### Magasságmérő
A nyomásmagasság-mérő, vagy más néven barometrikus magasságmérő a repülőgép magasságát a nyomáskülönbségek alapján jelzi ki. A nyomásmagasság-mérőket repülés előtt kalibrálni kell. A műszer tokjában a statikus portokon keresztül statikus nyomás uralkodik, benne található egy barométer. Ha a tokban csökken a nyomás, a barométer kitágul, a műszer pedig rudazatok és fogaskerekek segítségével kijelzi a magasságnövekedést. Fordított esetben ha nő a nyomás, akkor az a repülőgép süllyedését jelzi.

#### Variométer
A variométer a függőleges sebesség mérésére szolgál; a kijelzett sebesség szokásos egysége a méter/szekundum vagy láb/perc. A műszerben egy nyitott szelence található amelybe a külső levegőt egy csövön keresztül vezetik be, a szelencét körülvevő műszerházba pedig egy apró furaton keresztül tud a levegő ki- és bejutni. Az emelkedéssel a külső levegő nyomása csökken, tehát a szelencében lévő nyomás is. A külső tér viszont csak idővel tudja kiegyenlíteni a különbséget a furaton keresztül. A különbség hatására a szelence tágulni (ellenkező esetben összehúzódni) kezd. Ezt az elmozdulást jelzi ki áttételeken keresztül a műszer.

## Pitot-statikus hibák
Számos helyzet befolyásolhatja a Pitot-statikus rendszerek pontosságát. Ez lehet maga a rendszer hibája, vagy hibás elhelyezés, környezeti hatások.

#### Elzáródott Pitot-cső
Az elzáródott Pitot-cső egy olyan hiba ami csak a sebességjelzőt fogja befolyásolni. A Pitot-csövet eltömítheti jég, víz rovarok, vagy hasonló akadályok. Ezért a felszállás előtt ellenőrizni kell a Pitot-csövet. A jegesedés ellen gyakran fűtéssel védekeznek.

#### Elzáródott statikus portok
A statikus portok elzáródása komolyabb problémát jelent, hiszen az összes Pitot-statikus rendszert befolyásolja. Leggyakoribb oka a jegesedés. A probléma megelőzésére a légijárművek nagyrésze rendelkezik egy másodlagos porttal, ami a pilótafülkében van elhelyezve.

## Fordítás
Ez a szócikk részben vagy egészben  a   Pitot-static system című angol Wikipédia-szócikk ezen változatának fordításán alapul.  Az eredeti cikk szerkesztőit annak laptörténete sorolja fel. Ez a jelzés csupán a megfogalmazás eredetét és a szerzői jogokat jelzi, nem szolgál a cikkben szereplő információk forrásmegjelöléseként.